# هارون شالمرز (فنان قتالي)
هارون شالمرز (بالإنجليزية: Aaron Chalmers) هو فنان قتالي بريطاني، ولد في 26 مايو 1987.

## وصلات خارجية
- هارون شالمرز على موقع بوكس ريك (الإنجليزية) (registration required)
- هارون شالمرز على موقع شيردوغ (الإنجليزية)